# نغوين فان آن
نغوين فان آن هو سياسي فيتنامي، ولد في 1 أكتوبر 1937 في محافظة نام دنه في فيتنام. نشط حزبياً في الحزب الشيوعي الفييتنامي. وقد انتخب رئيس الجمعية الوطنية الفيتنامية ‏.